# Junta de Villalba de Losa
Junta de Villalba de Losa est une commune d'Espagne dans la communauté autonome de Castille-et-León, province de Burgos. Elle s'étend sur 45,96 km2 et comptait environ 112 habitants en 2011.